# Detlef Schünemann
Detlef Schünemann (* 1. August 1930 in Halle (Saale); † 29. Januar 2025 in Verden (Aller)) war ein deutscher Apotheker, Prähistoriker und ehrenamtlicher Denkmalpfleger.

## Leben
Detlef Schünemann war der Sohn des Apothekers Otto Schünemann. Er interessierte sich schon früh für die Vor- und Frühgeschichte seiner Heimat. Er studierte ab den 1950er Jahren an der Universität Marburg Pharmazie und Vorgeschichte. 1958 wurde er im Fach Synthetische Chemie mit der Dissertation Über Darstellung und Umsetzungen einiger [alpha]-Halogenalkyl-carbonsäureamide promoviert. Ab 1971 führte er zusammen mit seinem Vater die von diesem 1949 eröffnete Hirsch-Apotheke am Holzmarkt in Verden (Aller), von 1985 bis 1994 führte er diese alleine. Zugleich engagierte er sich in der Bodendenkmalpflege im Landkreis Verden. 1960 wurde er vom Regierungspräsidenten im Regierungsbezirk Stade zum ehrenamtlichen Pfleger für vor- und frühgeschichtliche Bodendenkmale ernannt. 
Anlässlich des Baus der A 27 waren zahlreiche Hügelgräber auszugraben. Schünemann war Mitbegründer der Archäologischen Arbeitsgemeinschaft. Zu seinen entscheidenden Entdeckungen gehörten:
- Domburg zu Verden
- früheisenzeitliche Kultstätte im Dalsch bei Hohenaverbergen
- bronzezeitlicher Bildstein von Gerkenhof.

Seine maßgebliche Leistung ist die Erfassung der 700 Hügelgräber im Landkreis Verden.
Ab 1970 war Schünemann Mitglied in der Archäologischen Kommission für Niedersachsen. 1984 erhielt er das Verdienstkreuz am Bande des Niedersächsischen Verdienstordens. 1987 wurde ihm die Silberne Halbkugel als Kategorie des Deutschen Preises für Denkmalschutz verliehen.

## Veröffentlichungen (Auswahl)
- Die vor- und frühgeschichtlichen Befestigungen in der weiteren Umgebung von Hameln. Hameln 1949.
- Die „Alte Burg“ in Verden. Eine frühgeschichtliche Befestigung. Verlagsbuchhandlung August Lax, Hildesheim 1960.
- Drei Hügelgräber bei Baden (Kreis Verden). Verlagsbuchhandlung August Lax, Hildesheim 1962.
- Die Hügelgräber des Kreises Verden – nach Unterlagen von Kreisinspektor Saring, Hauptpfleger A. Biere und Kreispfleger J. Holste. Verlagsbuchhandlung August Lax, Hildesheim 1963.
- Eine rheinische Bronzesitula auf einem Friedhof der Jastorf-Zeit in Luttum, Kreis Verden (Aller). Verlagsbuchhandlung August Lax, Hildesheim 1965.
- Eine früheisenzeitliche Wohngrube in Neumühlen, Gemarkung Scharnhorst, Kr. Verden. Verlagsbuchhandlung August Lax, Hildesheim 1965.
- mit Heinz Oldenburg: Eine früheisenzeitliche Kultstätte im Dalsch bei Hohenaverbergen, Kr. Verden. In: Die Kunde NF 19, 1968, S. 56–84.
- Teilinventarisation urgeschichtlicher Fundstücke im Kreis Verden. Verlagsbuchhandlung August Lax, Hildesheim 1969.
- Aus der Vor- und Frühgeschichte des Kreises Verden. Verlagsbuchhandlung August Lax, Hildesheim 1974.